# زنان در قزاقستان
زنان در قزاقستان (انگلیسی: Women in Kazakhstan) در جامعه تحت تأثیر عوامل مختلفی از جمله سنت‌ها و آداب و رسوم محلی، دهه‌ها حکومت شوروی، تغییرات سریع اجتماعی و اقتصادی و بی‌ثباتی پس از استقلال، و ارزش‌های نوظهور غربی هستند.

## تاریخچه

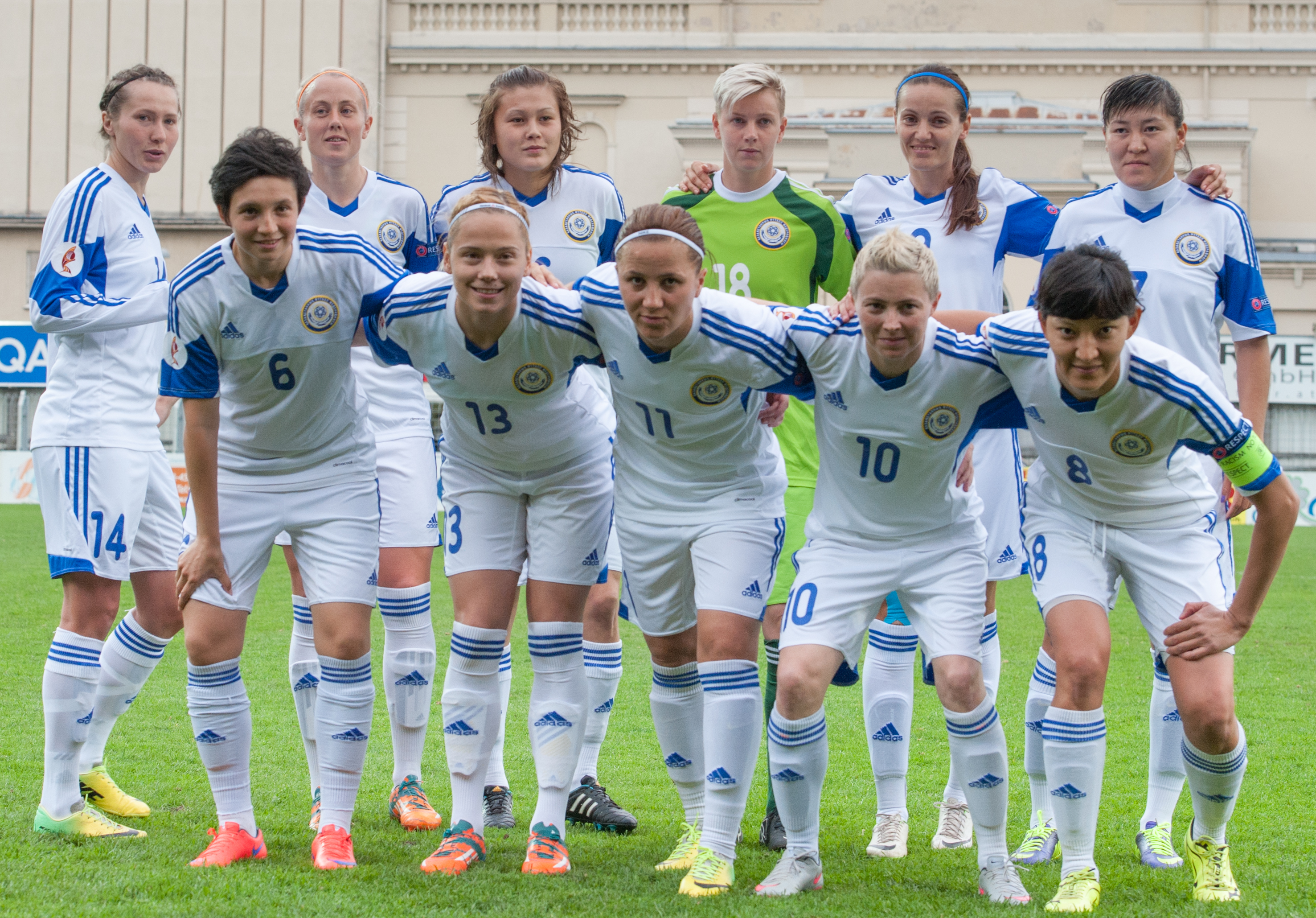
تیم ملی فوتبال زنان قزاقستان در مسابقات مقدماتی قهرمانی زنان اروپا

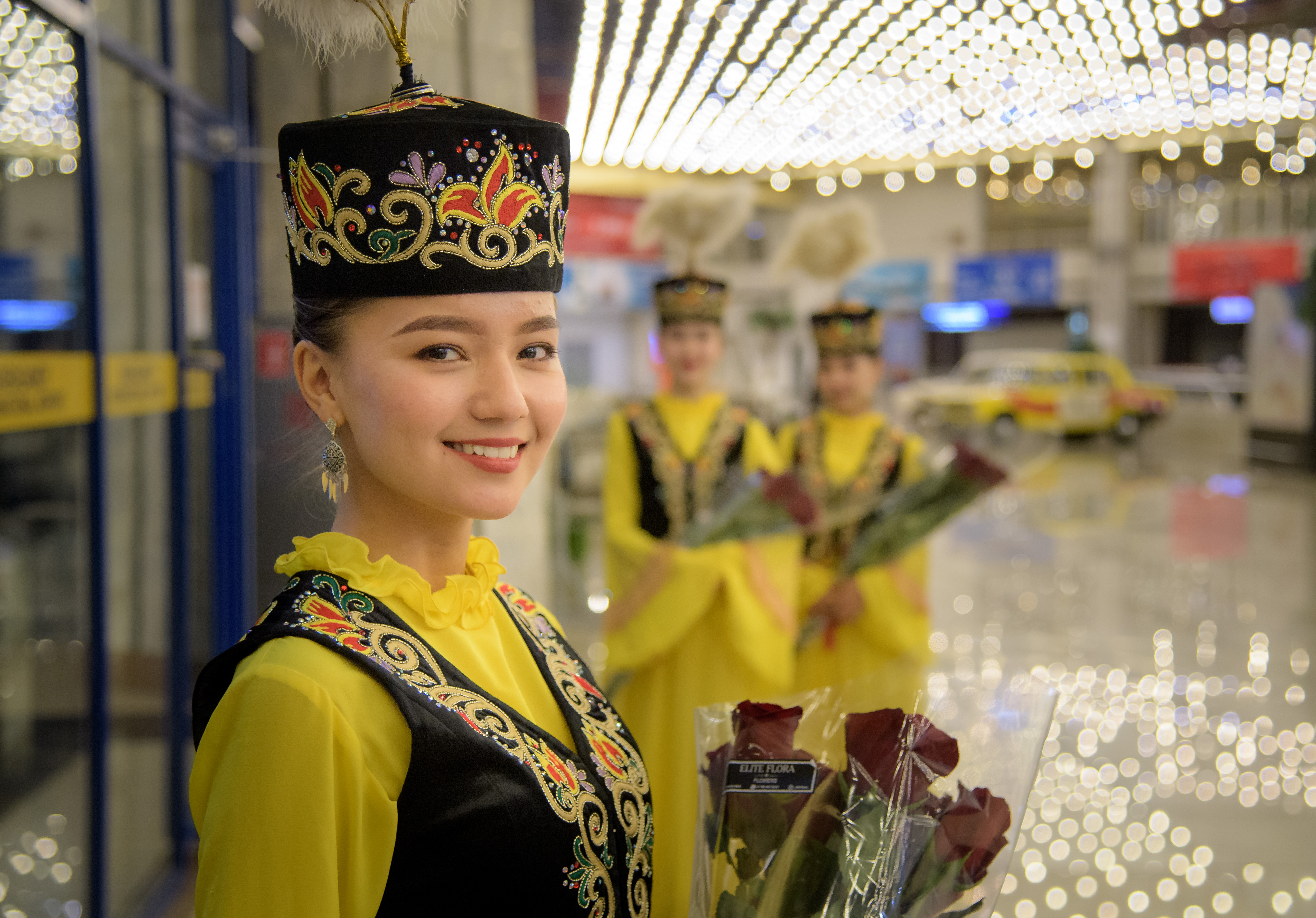
دختران قزاقستان با لباس تشریفاتی

قزاقستان پس از بیش از ۷۰ سال عضویت در اتحاد جماهیر شوروی در سال ۱۹۹۱ استقلال خود را به دست آورد. پس از استقلال، اقتصاد قزاقستان که در یک دوره گذار قرار داشت، به ویژه در دهه ۱۹۹۰، کاهش شدید و بی‌ثباتی را تجربه کرد. تا سال ۱۹۹۵ تولید ناخالص داخلی واقعی به ۶۱٫۴ درصد از سطح سال ۱۹۹۰ خود کاهش یافت که منجر به فرار مغزها نیز شد.
این وضعیت رکود اقتصادی، همراه با دیدگاه‌های سنت گرای در حال ظهور در مورد نقش زنان در جامعه، تأثیر منفی بر زنان گذاشته‌است. با این وجود، دهه ۱۹۹۰ برای زنان نیز نکات مثبتی مانند پیوستن به کنوانسیون رفع همه اشکال تبعیض علیه زنان در سال ۱۹۹۸ داشت.
قزاقستان پس از استقلال خود، سیستم آموزشی کاملاً توسعه یافته را به ارث برد، اما در دوره گذار، اندکی پس از سقوط اتحاد جماهیر شوروی، بخش آموزش متحمل خسارات جدی شد، به‌طور مداوم با کمبود بودجه روبه رو شد و مدارس به ویژه در روستاها تعطیل شدند. با این حال، امروزه نرخ باسوادی زنان در قزاقستان با ۹۹٫۸ درصد، مشابه مردان یکی از بالاترین‌ها در جهان است.
مفهوم سیاست جمعیتی دولتی جمهوری قزاقستان در سال ۲۰۰۰ تصویب شد که مشکلات جمعیتی را با مسائل امنیت ملی در اولویت قرار داد. این شرایط اجازه داد تا به مسائل افزایش جمعیت و حقوق زنان مطابق با مدل سیاسی بلندمدت «استراتژی ۲۰۵۰ قزاقستان» رسیدگی شود.

## بهداشت و سلامت
نرخ مرگ و میر مادران در قزاقستان براساس تخمین‌های سال ۲۰۱۵ حدود ۱۲ مرگ از ۱۰۰۰۰۰ زایمان و تولد نوزاد است. نرخ باروری کل ۲٫۳۱ فرزند متولد برای هر زن در سال ۲۰۱۵ بوده‌است که کمی بالاتر از نرخ جایگزینی و مرگ و میر است. میزان پیشگیری از بارداری در سال ۲۰۱۰ تا ۲۰۱۱ حدود ۵۱ درصد بوده‌است.

## ازدواج اجباری و عروس ربایی
ازدواج اجباری و عروس ربایی از مشکلاتی است که زنان و دختران در قزاقستان با آن مواجه هستند، اگرچه گستردگی دقیق آنها مشخص نیست. در قزاقستان، عروس ربایی (alyp qashu) به ترتیب به ربودن بدون توافق یا توافقی تقسیم می‌شود. انگیزه برخی آدم ربایان این است که از پرداخت شیربها خودداری کنند.

## قاچاق جنسی
زنان و دختران خارجی در قزاقستان قربانی قاچاق جنسی شده‌اند. آنها در فاحشه خانه‌ها، هتل‌ها، خانه‌ها و مکان‌های دیگر در سراسر کشور مورد تجاوز قرار می‌گیرند و از نظر جسمی و روانی آسیب می‌بینند.

## حقوق زنان
دولت برنامه استراتژی ۲۰۰۶–۲۰۱۶ خود برای برابری جنسیتی در قزاقستان را به سازمان ملل ارائه داد. در سال ۲۰۰۹ قزاقستان قانونی در مورد پیشگیری از خشونت خانگی را معرفی کرد. این قانون تدابیر جامعی را برای جلوگیری از هر گونه خشونت علیه زنان ارائه می‌کند. روز جهانی زن تعطیلی رسمی و دولتی در قزاقستان است. به گزارش بنیاد و مؤسسه تحقیقاتی فردریش ابرت، ۸۴٫۸ درصد از جوانان فکر می‌کنند زنان در قزاقستان از حقوق کافی برخوردار هستند.
در گزارشی که در سال ۲۰۱۶ توسط سازمان غیرانتفاعی «کودکان را محافظت کن» (Save the Children) انجام شد، قزاقستان در رده ۳۰ از ۱۴۴ کشور در برابری جنسیتی قرار گرفت. این رتبه‌بندی قزاقستان را بالاتر از کشورهایی مانند ایالات متحده و ژاپن قرار می‌دهد. قزاقستان در فهرست ۲۰۱۷ برابری جنسیتی مجمع جهانی اقتصاد از بین ۱۴۴ کشور در رتبه ۵۱ قرار گرفت.

## سیاست
زنان به‌طور فزاینده ای در مناصب بلندپایه سیاسی و دولتی قرار دارند. در دسامبر ۲۰۰۹ قزاقستان قانونی در مورد تضمین‌های دولتی حقوق برابر و فرصت‌های برابر برای مردان و زنان را تصویب کرد که دسترسی برابر زنان و مردان به خدمات دولتی را تصریح می‌کند. ۲۸ زن از ۱۵۴ کرسی در پارلمان قزاقستان حضور دارند و زنان ۲۵٫۲ درصد از مجلس سفلی پارلمان را تشکیل می‌دهند. تا مارس ۲۰۱۷، سهم زنان در مجلس سفلی ۲۷ درصد بود که ۱۰ درصد بیشتر از ده سال قبل بوده‌است.
دانیا اسپایوا (Dania Espaeva) به عنوان اولین نامزد زن ریاست جمهوری قزاقستان در انتخابات ریاست جمهوری ۲۰۱۹ شرکت کرد. اسپایوا به عنوان نماینده مجلس ماژیلیس از حزب دموکراتیک آک ژول نامزد شد و یکی از هفت نامزد بود.
زنان ۲۲ درصد از نمایندگان مجلس محلی و ۴۷ درصد از مقامات بخش قضایی را تشکیل می‌دهند. قبل از انتخابات مجلس ۲۰۲۱، زنان ۲۲ درصد از پارلمان قزاقستان را تشکیل می‌دادند. در پایان سال ۲۰۲۰، قزاقستان سهمیه ۳۰ درصدی را برای افزایش نمایندگی زنان و جوانان در میان نامزدهای پارلمان و نمایندگان در همه سطوح معرفی کرد. انتظار می‌رود این ابتکار نمایندگی زنان در دولت را افزایش دهد و حمایت از حقوق زنان را ارتقا دهد.

## نیروی نظامی
اجرای قانون و مشاغل نظامی برای زنان رشته‌های غیر سنتی محسوب می‌شود. تخمین زده می‌شود که بین ۶ تا ۱۲ درصد افسران پلیس در قزاقستان زن هستند. در سال ۱۹۹۹ یک واحد اختصاصی خشونت خانگی در قزاقستان تأسیس شد، اما به دلیل آموزش و منابع محدود، این برنامه انتظار و تقاضای محلی را برآورده نکرد. اخیراً، دانشگاه ایالتی فلوریدا با وزارت کشور قزاقستان و اداره پلیس شهر آلماتی برای ارائه آموزش با کیفیت بالا در مورد خشونت خانگی همکاری می‌کند.
این برنامه که توسط وزارت امور خارجه ایالات متحده حمایت مالی می‌شود، کارشناسان مستقر در ایالات متحده در زمینه واکنش به خشونت خانگی، محققان مسائل جنسیتی و کارشناسان سازمان‌های غیردولتی محلی در قزاقستان را گرد هم آورده‌است تا آموزش پلیس در مورد خشونت خانگی را بهبود بخشند.
حدود ۸۰۰۰ تا ۸۵۰۰ زن در ارتش قزاقستان خدمت می‌کنند. از این تعداد ۷۵۰ زن افسر هستند. وزارت دفاع برای ارتقای زنان در ارتش از طریق برنامه‌های آموزشی و فرصت‌های پیشرفت شغلی تلاش کرده‌است. تنها ۲٫۱ درصد از پست‌های رهبری در وزارت دفاع در اختیار زنان است. وزارت دفاع همچنین میزبان باتیر آرولار است که مسابقه سراسری برای مردان و زنان خدماتی است که مهارت‌های رزمی، آمادگی و توانایی فیزیکی کلی آنها را به نمایش می‌گذارد. باتیر آرولار به بهترین زنان جوایزی اهدا می‌کند.

## کسب و کار
در قزاقستان ۲۸ درصد از شرکت‌های تولیدی دارای مالکیت زن هستند. ۱٫۴۴ میلیون زن در قزاقستان به تجارت مشغول هستند. اکنون ۴۴ درصد از مشاغل کوچک و متوسط کشور توسط زنان اداره می‌شود. اولین سازمان غیردولتی زنان قزاقستان انجمن زنان بازرگان قزاقستان اجلاس‌های منظمی را در تجارت و حقوق زنان برگزار می‌کند. چهارمین اجلاس زنان اوراسیا در نوامبر ۲۰۱۵ در آستانه برگزار شد در طول چهارمین اجلاس سران زنان اوراسیا، EBRD برنامه زنان در تجارت را راه اندازی کرد. بر اساس این برنامه، EBRD وام‌های چند میلیونی را به شرکت‌های کوچک و متوسط تحت رهبری زنان اختصاص می‌دهد و به آنها در دسترسی به مشاوره‌های مالی و تجاری کمک می‌کند.
در سال ۲۰۱۶ قزاقستان اولین روز کارآفرینی زنان (WED) را در ۱۹ نوامبر برگزار کرد. روز کارآفرینی زنان طرح جهانی حمایت از کارآفرینی زنان است که در سال ۲۰۱۴ در مقر سازمان ملل در شهر نیویورک راه اندازی شد. بانک توسعه آسیایی برنامه ای را در قزاقستان اجرا می‌کند که از مشاغل کوچک و متوسط حمایت می‌کند. یک سوم وام‌های ارائه شده توسط بانک به زنان اختصاص یافت و ۷۵۰ پروژه به ارزش ۱۵۵ میلیون دلار آمریکا تأمین مالی شد.
از سال ۲۰۲۰، زنان ۵ درصد از مدیریت شرکت‌های دولتی قزاقستان را تشکیل می‌دهند. در ۲۲ اکتبر ۲۰۲۰، قاسم جومارت توقایف رئیس‌جمهور قزاقستان، دولت را موظف کرد که به تدریج این نسبت را از ۵ به ۳۰ درصد افزایش دهد.